# Friedrich Sonnemann
Friedrich Sonnemann (* 6. Februar 1922 in Lindhof; † 31. Januar 2014 in Burg bei Magdeburg) war ein deutscher Politiker (SED), Oberbürgermeister von Magdeburg und Pädagoge.

## Leben
Sonnemann wurde als Sohn eines Zimmermanns geboren. Nach Besuch der Grundschule absolvierte er in Bornsen eine Lehre zum Zimmermann und arbeitete sodann dort in diesem Beruf. 1940 kam er zur deutschen Wehrmacht und später zur Kriegsmarine. Er geriet in US-amerikanische Kriegsgefangenschaft, die er bis 1947 in Japan verbrachte.
Zurückgekehrt nach Deutschland arbeitete er 1947/1948 als Geselle beim Unternehmen Wilhelm Berlin in Bornsen. Von 1948 bis 1951 schloss sich an der Ingenieurschule für Bauwesen in Osterwieck ein Fachschulstudium an. Im Jahr 1951 trat er der SED bei. Sonnemann arbeitete von 1951 bis 1953 als Assistent an der Ingenieurschule für Bauwesen in Blankenburg. 1953 wurde er Assistent am Institut für Fachschul-Lehrerausbildung, übernahm aber noch im gleichen Jahr die Funktion als Abteilungsleiter an der Ingenieurschule für Bauwesen in Görlitz. Diese Tätigkeit übte er bis 1955 aus. Von 1954 bis 1959 absolvierte er ein Fachschulstudium an der Hochschule für Ökonomie Berlin in Berlin-Karlshorst zum Diplom-Wirtschaftswissenschaftler. Ab 1955 war Sonnemann technischer Leiter und dann Betriebsleiter im VEB Bau Görlitz. 1957 wurde er Direktor der Ingenieurschule für Wasserwirtschaft und Bauwesen Magdeburg.
Am 26. September 1961 wurde er auf der konstituierenden Stadtverordnetensitzung als Nachfolger von Philipp Daub (SED) zum Oberbürgermeister von Magdeburg gewählt. Eine demokratische Wahl durch die Bevölkerung oder durch demokratisch gewählte Vertreter war jedoch nicht erfolgt. 1965 erfolgte seine Abberufung, die mit Schwächen in der Leitungstätigkeit begründet wurde. Nachfolger wurde Werner Herzig (SED), der das Amt bis zur politischen Wende in der DDR ausübte.
Im Jahr 1962 wurde er Mitglied des Rates des Bezirkes und im Oktober 1963 Abgeordneter des Bezirkstages Magdeburg. Sonnemann wurde nach seiner Ablösung als Oberbürgermeister wieder Direktor der Ingenieurschule für Wasserwirtschaft und Bauwesen Magdeburg, blieb aber bis 1976 Abgeordneter des Bezirkstages. Im Bezirkstag hatte er bis Dezember 1971 den Vorsitz der Ständigen Kommission Komplexes Bauwesen inne, war dann stellvertretender Vorsitzender der Kommission. 1973 promovierte er zum Dr. paed. Ab 1974 war er Leiter der Kaderabteilung des DDR-Ministeriums für Bauwesen. Es schloss sich von 1976 bis 1987 die Position als stellvertretender Leiter der Hauptabteilung Bauvorhaben der Hauptstadt der DDR an. Von April 1979 bis 1990 war er Bezirksverordneter des Berliner Stadtbezirks Mitte und Vorsitzender der Ständigen Kommission Bauwesen der Stadtbezirksversammlung. Sonnemann wurde mit der Verdienstmedaille der DDR und 1982 dem Vaterländischen Verdienstorden in Silber ausgezeichnet. 1987 trat er in den Ruhestand, den er in Magdeburg verlebte.
Sonnemann starb im Alter von 91 Jahren.